# Christiaan Günther I van Schwarzburg-Sondershausen
Christiaan Günther I (Sondershausen, 11 mei 1578 - Arnstadt, 25 november 1642) was van 1586 tot zijn dood graaf van Schwarzburg-Sondershausen.
Christiaan Günther I was een zoon van graaf Johan Günther I van Schwarzburg-Sondershausen (1532-1586) en Anna (1539-1579), een dochter van Anton I van Oldenburg.
Toen zijn vader overleed waren Christiaan Günther I en broers nog minderjarig. Van 1586 tot 1594 traden hun ooms Johan VII en Anton II van Oldenburg op als voogd en regent van Schwarzburg-Sondershausen.

## Huwelijk en kinderen
Christiaan Günther I trouwde op 15 november 1612 met zijn nicht Anna Sibylla, een dochter van Albrecht VII van Schwarzburg-Rudolstadt. Ze hadden negen kinderen:
- Anna Juliana (1613-1652)
- Johan Günther III (1615-1616)
- Christiaan Günther II (1616-1666)
- Catharina Elisabeth (1617-1701)
- Eleonora Sophia (1618-1631)
- Anton Günther I (1620-1666)
- Lodewijk Günther II (1621-1681)
- Sophia Elisabeth (1622-1677)
- Clara Sabina (1623-1654)